# Persol
Persol è un marchio italiano di occhiali da sole e da vista di lusso. Creato nel 1917 da Giuseppe Ratti, è di proprietà del gruppo italiano Luxottica.

## Storia
Nel 1917 Giuseppe Ratti, proprietario dell'ottica Berry, comincia a creare, in via Caboto a Torino, occhiali e lenti destinate a sportivi ed aviatori.
Il primo modello creato sono gli occhiali Protector, che, grazie al connubio lenti affumicate arrotondate e comoda montatura di gomma assicurati da fasce elastiche, verranno subito adottati dall'Aviazione Militare italiana.
Successivamente diverse Aviazioni del mondo, compresa quella statunitense, renderanno i Protector uno dei modelli più utilizzati dai propri piloti.
Intorno all'anno 1920 vede la luce, dalla penna di Eugenio Colmo, in arte Golia, il Cinesino, storica figura che per oltre mezzo secolo accompagnerà le immagini pubblicitarie delle creazioni di Ratti.
Sempre in quegli anni viene creata la famosa lente giallo-bruna che, oltre che proteggere dai raggi solari, ne contraddistinguerà tutti i modelli presenti e futuri.
Bisogna attendere però il 1938 per assistere alla creazione del vero e proprio marchio Persol (unione di "per" e "Sole") come lo conosciamo oggi.
Nel 1957 viene creato il modello 649, studiato per soddisfare le esigenze dei tranvieri di Torino i quali necessitavano di un occhiale ampio capace di proteggerli da aria, polvere e sole. Il modello sarà immortalato da Marcello Mastroianni che lo indosserà nella pellicola Divorzio all'italiana.
Gli anni '80 vedono la consacrazione del marchio che conquisterà tra gli altri anche il mercato statunitense nonostante la NASA facesse già uso di alcuni suoi specifici modelli da tempo.
Dagli anni '60 Persol continua in crescendo la sua produzione fino a diventare uno dei marchi più noti dell'industria italiana. Persol è stato presente in numerose spedizioni al limite dell'estremo, come quelle di Reinhold Messner sull'Himalaya.
Nel 1995 il Gruppo Luxottica, già leader nel campo dell'occhialeria mondiale, ne acquisisce il marchio conservandone però le caratteristiche peculiari e la storica sede di Lauriano, nei pressi di Torino.